# S/S Exodus
Exodus 1947 var ett fartyg 
som skulle transportera judiska flyktingar till Brittiska Palestina. Fartyget lämnade Frankrike 11 juli 1947. De flesta emigranterna var överlevare från förintelsen som inte hade inresetillstånd till Palestina. Resan fick stor uppmärksamhet i massmedia och  Storbritanniens flotta Royal Navy intog skeppet och deporterade alla passagerare till Europa.

## Bakgrund
Efter andra världskriget levde cirka 250 000 judar i internflyktingläger i Tyskland och Österrike. Sionistiska organisationer organiserade underjordiska nätverk för att smuggla judiska flyktingar till Medelhavets kuster för vidare transport till sjöss till Palestina.

## Historia
Skeppet hette tidigare S/S President Warfield och brukades av the Baltimore Steam Packet Company för att frakta passagerare och gods mellan Norfolk, Virginia och Baltimore, Maryland i USA under tiden mellan skeppets sjösättning år 1928 till 1942. Under andra världskriget var fartyget i tjänst åt både Royal Navy och USA:s flotta (då med namnsuffixet IX-169). Fartyget attackerades 25 september 1942 av en tysk ubåt väster om Irland men lyckades undvika en avfyrad torped och nådde Belfast i Nordirland. Skeppet har också tjänat som barack och träningsfartyg på Torrigefloden vid staden Instow i Storbritannien. Fartyget returnerades till USA:s flotta den 21 maj 1944 och användes som bas- och förläggningsskepp på Omaha Beach vid Normandie i Frankrike. Skeppet pensionerades från flottan 13 september 1945 och övertogs 14 november av War Shipping Administration (WSA).

## S/SExodus

### Inköp och förberedelser
Ett år senare såldes President Warfield till Potomac Shipwrecking Co. som var ombud för den judiska politiska rörelsen Haganah. Senare togs skeppet över av Hamossad Le'aliyah Bet, en underjordisk organisation i Palestina som ämnade hjälpa judiska immigranter att nå Palestina. Fartyget döptes om till Exodus 1947 efter bibelns historia om judarna uttåg (exodus) från Egypten till landet Kanaan.

### Resan till Palestina
Exodus 1947 lämnade Baltimore 25 januari 1947. Kapten var Ike Aronowicz som tillhörde Palmach, Haganahs militära grupp. Ombord var också Haganahs kommissionär Yossi Harel. Fartyget lämnade hamnen Sète i Frankrike 11 juli 1947 och hade då 4515 passagerare ombord. Efter en vecka nådde de Palestinas kust.

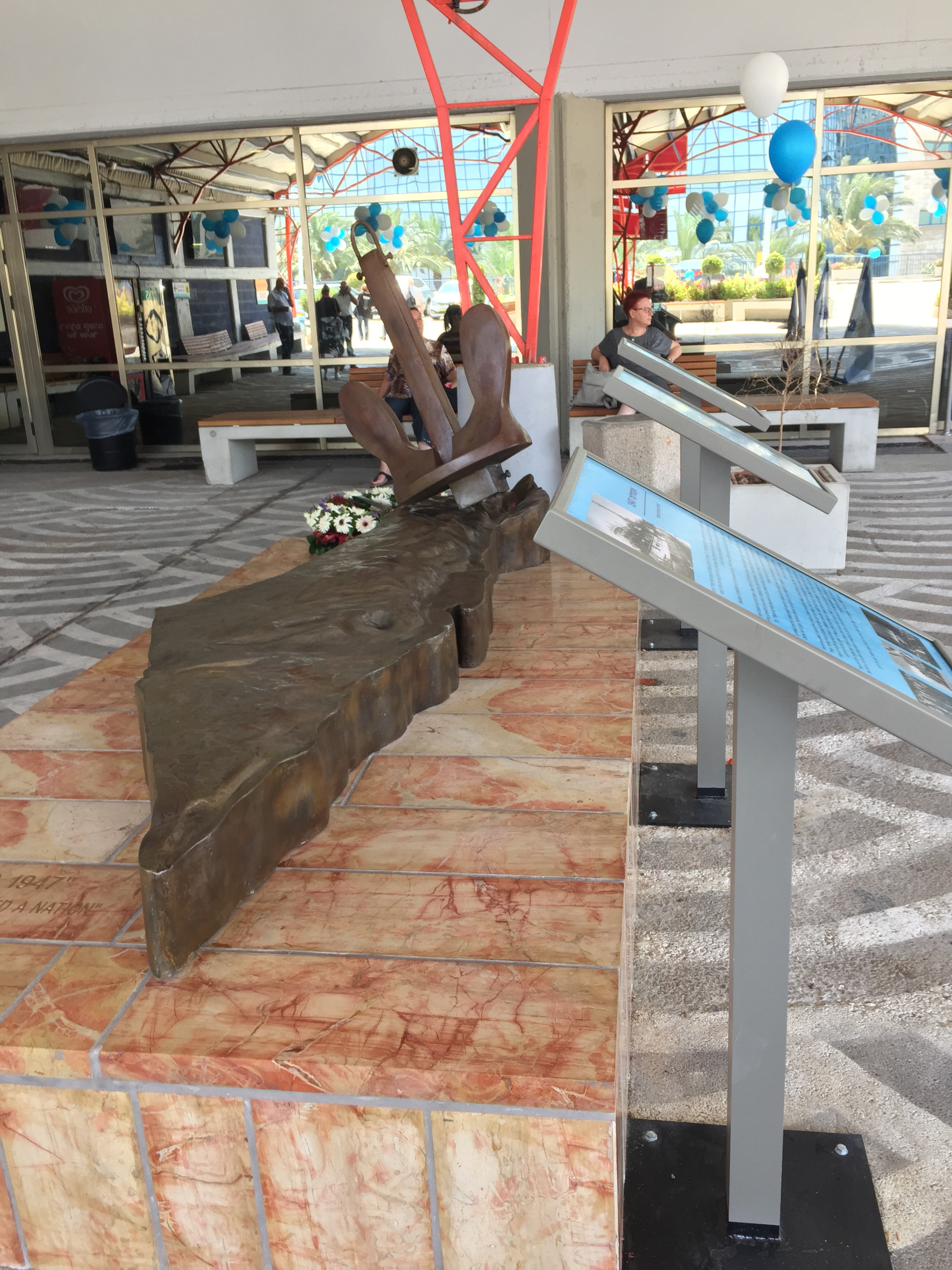
Exodus minnestavla i kryssningsterminalen i Haifa, Israel

Royal Navy förföljde Exodus från resans början till slut och bordade skeppet när det fortfarande var i internationellt vatten (där britterna inte hade jurisdiktion). Passagerarna motsatte sig övertagandet och de brittiska soldaterna tog till våld. Tre personer dog och flera dussin andra skadades innan britterna kontrollerade fartyget.
Den brittiska regeringen beslutade att de judiska emigranterna skulle deporteras till Frankrike. Exodus bogserades in i hamnen i Haifa och flyktingarna fördes över till tre engelska örlogsfartyg och placerades de i ett interneringsläger på Cypern som då var en brittisk koloni. Handlingen skulle markera för både judiska grupper och europeiska länder som bistod immigrationen att vilka de än skickade till Palestina skulle föras tillbaka.

## Efterspel
I Sète i Frankrike finns en minnestavla över de judiska flyktingarna som embarkerade S/S Exodus den 11 juli 1947. Fartyget sänktes i Haifas hamn och fungerade som vågbrytare tillsammans med andra immigrantfartyg. I den internationella kryssningsterminalen finns en minnestavla.

## Galleri

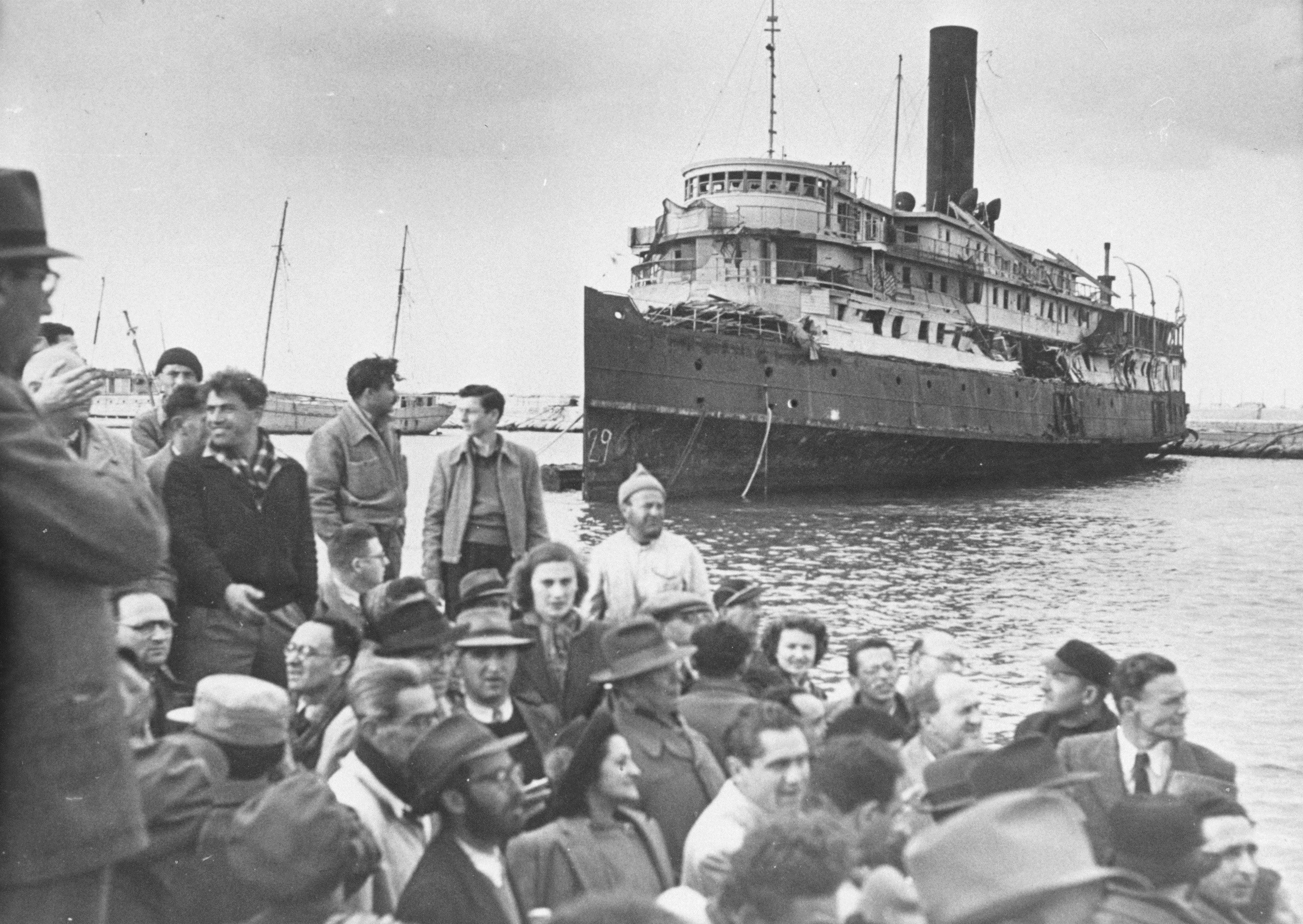
Palmach hjälper flyktingar i land i Haifa
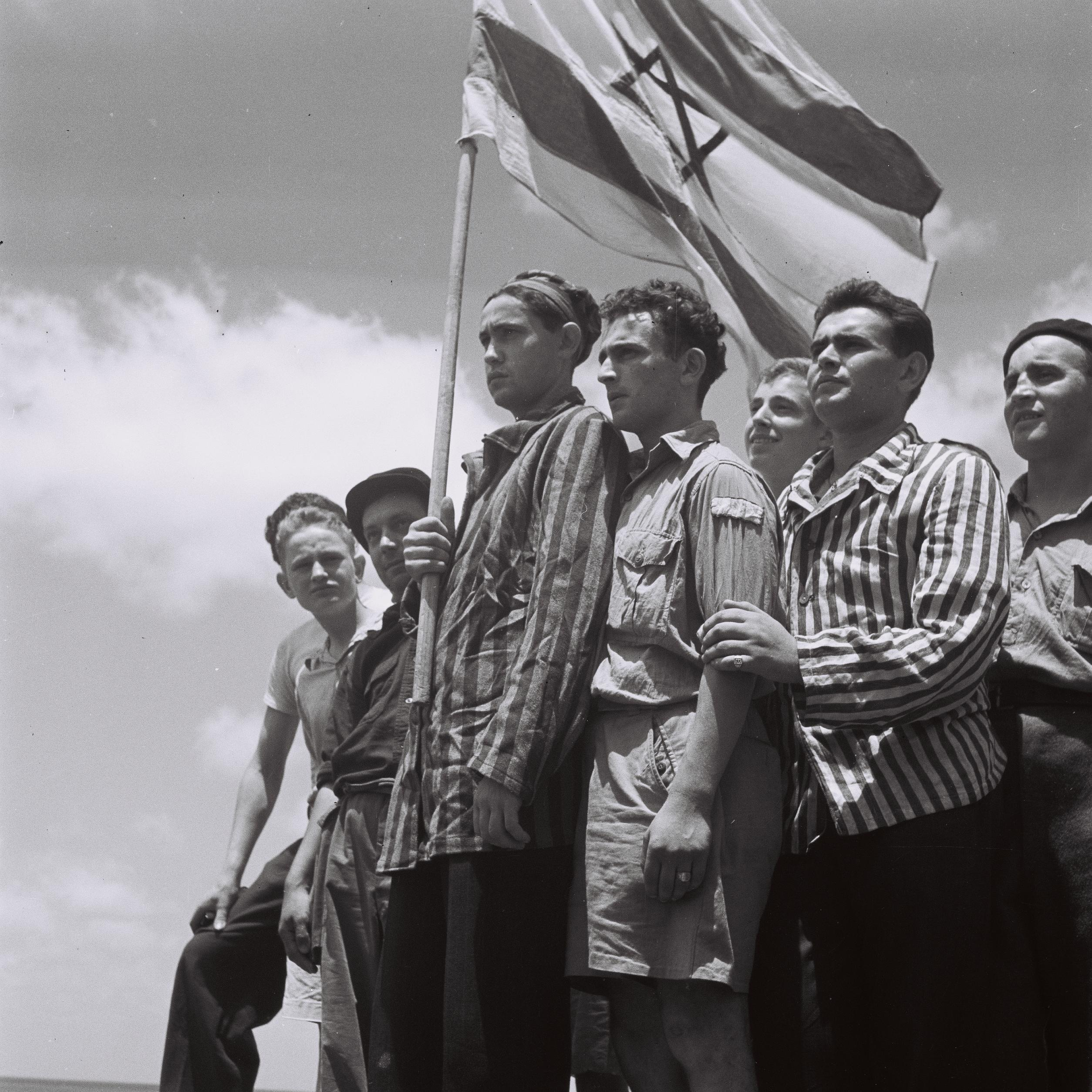
Överlevare från Buchenwald
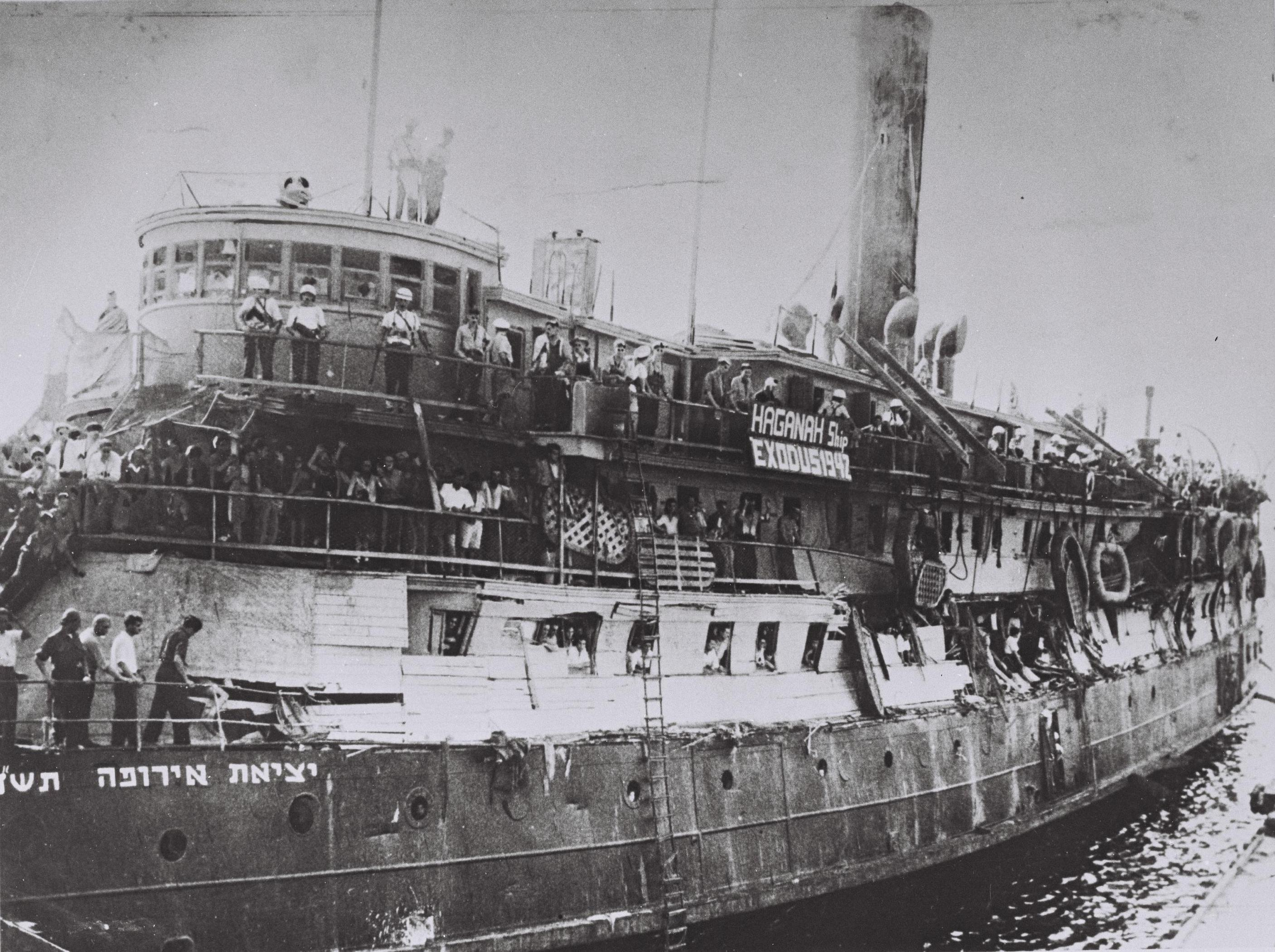
Exodus 1947 beslagtagen av Royal Navy